# 레일라 베크티
레일라 베크티(Leïla Bekhti, 1984년 3월 6일 ~ )는 프랑스의 배우이다.

## 출연 작품

### 영화
- 사랑해, 파리 (2006)
- 사탄 (2006, Sheitan)
- 퍼블릭 에너미 넘버원 (2008)
- 예언자 (2009)
- 반짝이는 모든 것 (2010, Tout ce qui brille)
- 소스: 아내들의 파업 (2011)
- 정글북 (2016)
- 베이루트: 리미티드 아워 (2018) - 나디아 스켈리 역
- 수영장으로 간 남자들 (2018)
- 또 하나의 전쟁 (2020, La troisième guerre)

### 텔레비전
- 디 에디 (2020)